# Peace Arch Park
Peace Arch Park är en omkring 17 hektar stor parkanläggning i Kanada och USA, belägen vid Stilla havet på gränsen mellan länderna. Den ligger i provinsen British Columbia och delstaten Washington.
USA-delen av parken kallas Peace Arch Historical State Park. Den kanadensiska delen kallas Peace Arch Provincial Park.

## Geografi och klimat
Peace Arch Park ligger 15 meter över havet.
Terrängen runt Peace Arch Park är platt. Havet är nära Peace Arch Park åt sydväst. Runt Peace Arch Park är det ganska tätbefolkat, med 100 invånare per kvadratkilometer.. Närmaste större ort är Surrey, 13,0 km norr om Peace Arch Park.